# Synchroneiskunstlauf

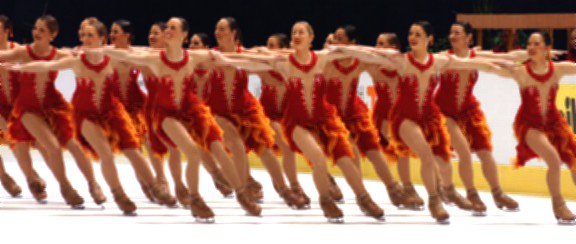
Beispiel für Synchroneiskunstlaufen

Synchroneiskunstlaufen (engl.: Synchronized Skating (SYS), ursprünglich Precision Skating genannt) ist eine Sportart, bei der ein Team aus 12 bis 16 Läuferinnen und Läufern Schritte und Formationen zu ausgewählter Musik vorführt. Synchroneiskunstlaufen kommt ursprünglich aus Nordamerika und ist im Vergleich zu anderen Eissportarten eine recht junge Sportart.

## Geschichte
1957 wurde Synchroneiskunstlaufen erstmals öffentlich in den USA präsentiert. In den 60er Jahren wurden in Kalifornien  die ersten Wettkämpfe ausgetragen. Der erste internationale Wettkampf fand 1976 in Ann Arbor (Michigan) mit amerikanischen  und kanadischen Teams statt. 1977 entwickelten die USA und Kanada die ersten genauen Regeln fürs Synchroneiskunstlaufen.

## Wettbewerbsform
Beim Synchroneiskunstlaufen führt ein Team aus 12 bis 20 (seit der Saison 2006/2007 sind nur Teams mit 16 Läuferinnen international zugelassen) zumeist weiblichen, mit bis zu vier männlichen Eisläufern, verschiedene Schritte und Formationen zu ausgewählter Musik vor. Dabei kommt es vor allem auf Synchronität und Präzision, aber auch auf Tempo, technische Schwierigkeit der Programme, Interpretation der Musik und Ausdrucksstärke der Läufer an.
Der Wettkampf ist wie im Einzel- und Paarlauf in zwei Wettkampfteile geteilt: Kurzprogramm und Kür. Im Kurzprogramm müssen fünf vorgeschriebene Elemente gezeigt werden, in der Kür haben die Teams mehr Freiheiten zur Gestaltung, müssen jedoch strenge Vorschriften und Regeln zur Zusammensetzung des Programms beachten.
Seit dem Jahr 2000 finden in dieser Sportart auch Weltmeisterschaften statt. In den Top 10 findet man Teams aus Finnland, Kanada, den USA, Russland, Schweden, Ungarn und Deutschland. Für Junioren (Alter 12 bis 19) werden seit 2013 Weltmeisterschaften ausgetragen.
Es gibt auch eigene internationale Wettkampfserien wie World Cup, Trophy Schweiz (Neuchatel), Blue-White-Cup, Dinslaken Trophy, Spring Cup und Französischer Pokal sowie Einzelveranstaltungen wiez. B. in St. Petersburg und London.
Um ein hohes Niveau zu erreichen, ist ganzjähriges und fast tägliches Training nötig. Dazu gehören auch Tanztraining, wie Ballett- oder Jazztanz, Kraft- und Ausdauertraining, das Einstudieren der Programme, das Üben der Elemente sowie Laufstiltraining auf dem Eis.

## Rezeption
In Nordamerika und Skandinavien erfährt Synchroneislaufen eine sehr große Popularität, während diese Sportart im übrigen Europa ein Schattendasein fristet. Ein Antrag, das Synchroneislaufen in das Programm der Olympischen Winterspiele 2018 in Pyeongchang aufzunehmen, wurde im Juni 2015 vom Internationalen Olympischen Komitee abgelehnt.
Im Jahr 2019 haben Teams in 19 Ländern Synchroneiskunstlauf betrieben, dabei kam der Großteil aus Kanada und den USA.
In Deutschland gibt es Teams in Berlin, Dresden, Stuttgart, München, Mannheim und Chemnitz sowie Neuss.